# Famille de Monchy
La famille de Monchy est une famille d'extraction chevaleresque originaire de Picardie et éteinte depuis 1804.
Elle compte un maréchal de France et un comte-évêque de Verdun.

## Histoire
La famille de Monchy est connue depuis le XIe siècle dans l'Artois, où ses membres possédaient la baronnie de Monchy-Cayeux mais n'a atteint son apogée qu'au XVIIe siècle au cours duquel ses différents membres ont acquis divers titres de marquis et pendant lequel le marquis d'Hocquincourt est devenu maréchal de France.
Elle s'est éteinte en 1804 à la mort de Maximilienne de Monchy de Vismes.[réf. nécessaire]
Il existe toutefois plusieurs familles homonymes dont certaines subsistent.

## Filiation des branches
- Famille de Monchy
  - Branche aînée de Montcavrel (éteinte XVIIIᵉ s.)
    - Branche d'Inquessen (XVIIᵉ s.)
      - Branche de Noroy (1780)

    - Branche d'Hocquincourt (1737)
    - Branche illégitime de Gribeaumesnil (vers XVIIᵉ s.)

  - Branche cadette de Senarpont (XVIIIᵉ s.)
    - Branche illégitime de Campneuseville (1781)
    - Rameau de Longueval (fin XVIIᵉ s.)
    - Branche de Moismont (XVIIIᵉ s.)
    - Branche de Vismes (1782)
      - Rameau de Talmas (1804)

  - Branche puînée de Ponceau (vers XVIIIᵉ s.)
    - Branche hollandaise (subsistante)

## Titres
- Baron de Monchy-Cayeux (XIIIe siècle) (mais les armes sont celles de Monchy-Lagache !)
- Baron de Vismes (XVe siècle)
- Marquis de Senarpont (XVIIe siècle)
- Marquis de Monchy (XVIIe siècle)
- Marquis de Montcavrel (XVIIe siècle)
- Marquis d'Hocquincourt (XVIIe siècle)
- Marquis de Nesle.

## Personnalités
- Jean de Monchy, marquis de Montcravel (1577 - 1638), gouverneur de la ville d’Ardres, chevalier de l'ordre du Saint-Esprit (1633)
- Charles de Monchy, marquis d'Hocquincourt (1599 - 1658), maréchal de France
- Georges de Monchy, marquis d'Hocquincourt (1633-1689), son fils, gouverneur de Péronne, lieutenant général des armées du roi, chevalier de l'ordre du Saint-Esprit (1688)
- Armand de Monchy d'Hocquincourt (1638 - 1679), frère du précédent, évêque de Verdun
- Salomon Jean René de Monchy (1880 - 1961), maire de La Haye

## Héraldique
Les armes de la famille de Monchy sont de gueules à trois maillets d'or.
- Support : deux lions d'or lampassés de gueules.
- Cimier : une tête de Maure.
- Devise : Virtus in Armis (« La puissance par les armes »)[4]